# Gilberto Foliot
Gilberto Foliot (em inglês:  Gilbert Foliot; em latim: Gilbertus Foliot) foi um monge e prelado inglês da Idade Média que atuou como abade de Gloucester, bispo de Hereford e bispo de Londres. Nascido numa família de tradição eclesiástica, tornou-se monge na Abadia de Cluny, na França, aos vinte anos. Depois de passar pelas posições de prior da da ordem, foi nomeado abade na Abadia de Gloucester em 1139, uma promoção influenciada pelo seu parente Miles de Gloucester. Durante seu mandato como abade, adquiriu ainda mais terras para a abadia e pode ter ajudado a falsificar algumas escrituras — documentos que atestam a propriedade de terras — para tirar vantagem numa disputa com o arcebispo de Iorque. Embora Foliot tenha reconhecido Estêvão como rei da Inglaterra, é possível que ele também tenha tido simpatia pela reivindicação da imperatriz Matilde ao trono. Ele se juntou a ela depois da captura de Estêvão e continuou a escrever cartas apoiando a imperatriz depois que ele foi solto.
Foliot acompanhou Teobaldo de Bec, o arcebispo de Cantuária, para um concílio papal realizado em Reims em 1148. Neste período, foi nomeado para a Diocese de Hereford pelo papa Eugênio III. Apesar de uma promessa feita em Reims de não reconhecer Estêvão, Foliot, já de volta à Inglaterra, jurou fidelidade ao rei, o que provocou uma rixa temporária com Henrique de Anjou, filho de Matilde, que, em 1154, tornar-se-ia rei Henrique II da Inglaterra. Quando Teobaldo morreu, em 1160, todos acreditavam que ele seria substituído por Foliot, mas Henrique nomeou seu lorde chanceler, Thomas Beckett, ao invés deles. Foliot depois alegou ter sido contra a nomeação e apoiou Henrique na disputa contra o novo arcebispo. Foliot foi transladado para a Diocese de Londres em 1163, provavelmente um prêmio de consolação por ter perdido Cantuária.
Durante a grande disputa entre Becket e o rei, Foliot foi difamado por Becket e seus aliados. Ele atuava na época como enviado do rei em diversas missões diplomáticas relacionadas à disputa e escreveu diversas cartas contra Becket que circularam por toda a Europa. Becket excomungou Foliot duas vezes, a segunda resultando em seu próprio martírio. Por um breve período depois da morte da Becket, o papa manteve a excomunhão, mas Foliot foi rapidamente absolvido e recebeu permissão para reassumir suas funções episcopais. Além de seu papel na controvérsia de Becket, Foliot também atuou como juíz real, era um hábil administrador e escreveu muitas obras, que, juntamente com suas correspondências, foram publicadas depois de sua morte.

## Primeiros anos
Foliot era provavelmente filho de Robert Foliot — steward de David, conde de Huntingdon (earl), herdeiro do trono da Escócia — com sua esposa Agnes, irmã de Roberto de Chesney, bispo de Lincoln. Seja como for, Gilberto era certamente sobrinho deste Roberto. Outro tio, Reginaldo, era monge na Abadia de Gloucester e abade da Abadia de Evesham. Entre outros membros do clero em sua família estão Roberto Foliot, um bispo de Hereford posterior, talvez oriundo de um ramo da família em Oxford, e dois bispos de Londres anteriores a ele, Ricardo de Beaumis, o Velho, e Ricardo de Beaumis, o Moço. Gilberto também fez referências a Ricardo de Ilchester, que foi bispo de Winchester depois, como parente, mas a relação exata entre eles é desconhecida. Guilherme de Chesney, um proeminente partidário do rei Estêvão em Oxfordshire era outro tio e Miles de Gloucester, conde de Hereford (earl), um primo. Por volta de 1145, Foliot interveio para soltar um cavaleiro que estava preso e de quem era parente, confusamente conhecido também como Rogério Foliot, mas cuja relação precisa também não é conhecida.
Nascido por volta de 1110, Foliot tornou-se monge em Cluny cerca de vinte anos depois. Foi prior na Abadia de Cluny e depois na Abadia de Abbeville, uma casa cluníaca. Há indícios que ele teria estudado direito em Bolonha e é possível que tenha sido aluno de Robert Pullen um teólogo inglês, em Oxford ou Exeter, provavelmente de exegese bíblica. Ele conhecia também retórica e as artes liberais. Os nomes de dois de seus primeiros professores são conhecidos, mas nada mais se sabe sobre eles.
Foliot esteve presente ao Segundo Concílio de Latrão convocado pelo papa Inocêncio II. As sessões se iniciaram em 4 de abril de 1139 e lá, entre outros temas, foi ouvido um apelo da imperatriz Matilde sobre sua reivindicação ao trono da Inglaterra. Matilde era filha e única herdeira legítima do rei Henrique I, mas, depois que seu pai morreu no final de 1135, o primo dela, Estêvão, filho da irmã de Henrique, tomou-lhe a coroa. Já em 1139, Matilde conseguiu arregimentar bastante apoio e passou a contestar o direito de Estêvão ao trono.
Por volta de 1143, Foliot escreveu um relato dos procedimentos do concílio numa carta para um dos aliados de Matilde. Nada foi decidido sobre a reivindicação e nenhuma conclusão se chegou sobre a validade dele. O papado continuou a aceitar Estêvão como rei e o papa ordenou que a Igreja da Inglaterra nada fizesse para alterar o status quo. De acordo com a carta de Foliot, as deliberações se concentraram na legitimidade do casamento dos pais de Matilde. A mãe dela, Edite-Matilde, havia sido educada num convento e havia alguma incerteza sobre se ela já teria ou não professado seus votos antes do casamento com Henrique I. Na época do concílio, a questão provocava preocupações, mas a maioria finalmente se convenceu que o casamento era válido por ter a cerimônia sido celebrada por Anselmo de Cantuária. Foliot parece ter tido dúvidas em 1139, mas, antes de escrever sua carta em 1143, já havia concluído que Matilde era de fato a herdeira legítima e passou a apoiar a causa angevina, o nome pelo qual ficou conhecida a reivindicação de Matilde.

## Abade
Em 1139, Foliot foi eleito abade de Gloucester, com a benção do bispo diocesano em 18 de junho de 1139. A causa da nomeação teve o apoio de um parente de Foliot, Miles de Gloucester, que era, na época, conde de Hereford. Foliot era bem relacionado na corte, pois era provavelmente filho de um steward de David I da Escócia antes de ele ter sido coroado. David, por sua vez, era tio tanto da imperatriz quanto da esposa de Estêvão. Depois de sua elevação a abade, Foliot reconheceu Estêvão como rei, mesmo tendo até então apoiado Matilde.
Estêvão foi capturado pelas forças de Matilde em 2 de fevereiro de 1141 e ela convocou um concílio em Westminster para angariar apoio para assumir finalmente o trono. Foliot esteve presente e foi dos mais fervorosos apoiadores da causa angevina nos meses seguintes.
Foi nesta época como abade que Foliot escreveu sua resposta a Brien FitzCount, um dos mais antigos aliados de Matilde, discutindo as deliberações do Segundo Concílio de Latrão sobre a causa da imperatriz. FitzCount, numa carta perdida, apresentou suas razões para apoiar Matilde e a resposta de Foliot proôes uma defesa à causa de Matilde. Foliot também escreveu que Estêvão havia "desonrado o episcopado" com seu comportamento em 1139, quando o rei prendeu Rogério de Salisbury, o bispo de Salisbury, e o sobrinho dele, Alexandre, que era bispo de Lincoln, além de tentar prender outro dos sobrinhos de Rogério, Nigel, bispo de Ely. Depois da prisão, Estêvão forçou os bispos a entregarem seus castelos e seus cargos seculares. A maioria dos historiadores entendem que a carta de Foliot defende firmemente a causa de Matilde, embora um dos biógrafos recentes de Estêvão, Donald Matthew, alegue que o apoio de Foliot era "morno" na melhor das hipóteses, motivado principalmente por causa da localização de sua abadia, que ficava numa das fortalezas de Matilde. Matthew lembra que a Abadia de Gloucester não devia nenhum serviço militar como imposto feudal, o que permitia que Foliot não fosse obrigado a escolher um dos lados de forma irrevogável. Ele também lembra que, depois de 1141, Foliot assinou apenas uma das escrituras de Matilde. Foliot, por outro lado, avaliou a defesa dos direitos de Matilde feita por Roberto de Gloucester e a reforçou com seus próprios argumentos. Roberto argumentou que a Bíblia apoiava a sucessão feminina e citou Números 36, que permitia que mulheres recebessem heranças, mas proibia que elas se casassem fora de suas tribos. Em sua resposta, Foliot alegou que Roberto havia na realidade citado Números 27, que não fazia restrições ao casamento de herdeiras.
Durante seu mandato como abade, Foliot iniciou uma amizade com Elredo de Rievaulx, um escritor e, futuramente, santo, que dedicou-lhe um livro de sermões. Outro amigo e aliado desta época foi Teobaldo de Bec, o arcebispo de Cantuária, que, durante o reinado de Estêvão, tentou reunir a Igreja da Inglaterra sob seu comando. Foliot ajudou Teobaldo como ponto de ligação entre o arcebispo e o partido de Matilde.
Foliot se interessou pelo mosteiro da Abadia de Cerne, em Dorset, que, em 1145, recebeu o prior da Abadia de Gloucester, Bernardo, como abade. Um reformador ativo, Bernardo recebeu o apoio de Foliot, mas os monges de sua nova abadia resistiram e o expulsaram do mosteiro. Os dois lados apelaram ao papa, que deu razão ao abade. Embora Matilde tenha escrito para Foliot e intercedido em nome dos monges, Foliot lembrou que não lhe era possível desobedecer uma ordem do papa.
Ainda enquanto abade, Foliot supervisionou a aquisição de um priorado dependente na cidade de Hereford para o mosteiro. A maior parte dos edifícios da abadia são anteriores ao mandato de Foliot e não há evidências sólidas de que ele tenha construído qualquer um deles. Uma disputa que se arrastou entre Gloucester e a Arquidiocese de Iorque sobre algumas mansões foi finalmente resolvida na época em favor de Gloucester. A vitória, porém, só se deu pela utilização de escrituras falsas que Foliot pode ter ajudado a forjar, uma prática comum entre os mosteiros da época Foliot também entrou em conflito com um bipo galês Uhtred, bispo de Llandaff, sobre o Priorado de Goldcliff e uma igreja em Llancarfan cobrança de dízimos e a construção de novas capelas sem autorização da abadia.

## Bispo de Hereford
No início de 1148, Foliot acompanhou Teobaldo de Bec ao Concílio de Reims, mesmo tendo o arcebispo sido proibido de participar pelo rei Estêvão e os dois estavam presumivelmente juntos quando o arcebispo embarcou num pequeno barco de pesca em sua fuga da Inglaterra para o continente. Roberto de Bethune, o bispo de Hereford morreu no concílio e Foliot foi nomeado pelo papa Eugênio III para substituí-lo na Diocese de Hereford, que estava nas mãos dos angevinos. Teobaldo foi o responsável pela nomeação, tendo urgido o papa a realizá-la. É provável que antes de sua consagração, Foliot tenha prometido que não juraria fidelidade a Estêvão. Ele foi consagrado em 5 de setembro de 1148 em Saint-Omer pelo arcebispo Teobaldo. Os demais bispos ingleses presentes em Reims — Hilário de Chichester e Joscelino de Bohon — se recusaram a participar, alegando que era contrário ao costume que um bispo inglês fosse consagrado fora da Inglaterra. Outra preocupação dos bispos era de que o papa teria infringido o direito de Estêvão opinar na nomeação. Depois da consagração, Foliot jurou fidelidade a Henrique de Anjou, filho da imperatriz e novo comandante dos angevinos.
Foliot trocou de lado ao retornar para casa e jurou fidelidade a Estêvão, enfurecendo os angevinos. Teobaldo conseguiu assegurar a paz entre as partes ao afirmar que Foliot não poderia se recusar a prestar homenagem "ao príncipe aprovado pelo papado". Foliot também tentou manter Hereford juntamente com a Abadia de Gloucester, mas os monges resistiram. Ao invés de aceitar a situação, que era similar à de Henrique de Blois, que era bispo de Winchester e abade de Glastonbury simultaneamente, os monges de Gloucester realizaram uma eleição três semanas depois da consagração de Foliot e escolheram seu prior como novo abade.
Foliot apoiou a nomeação de seu tio, Roberto de Chesney, para a Diocese de Londres, trabalhando junto ao papa em prol de Roberto; depois de eleito, os dois mantiveram uma duradoura correspondência. As cartas ao tio estão repletas de calorosos sentimentos, mais do que se esperaria de uma simples correspondência obediente. Entre outros correspondentes episcopais e amigos estavam Rogério de Pont L'Évêque, arcebispo de Iorque, Joscelino de Bohon, o bispo de Salisbury e Guilherme de Turbeville, o Bishop of Norwich, que se tornou um correspondente regular depois que Foliot foi transladado para Londres.
Durante o período final do reinado de Estêvão, Foliot atuou como juiz, incluindo num caso em 1150 envolvendo santuário e seu parente Rogério, o conde de Hereford, que acabou na corte do arcebispo Teobaldo. A participação em assunto judiciais fez com que ele contratasse, em 1153, um secretário especializado em direito romano.
Depois da ascensão de Henrique de Anjou ao trono como Henrique II em 1154, Foliot convenceu o conde a se submeter ao pedido do novo rei de que ele lhe devolvesse certos castelos que estavam em sua custódia. No verão de 1160, Foliot escreveu para o papa Alexandre III, que o rei acabara de reconhecer como papa em detrimento de seu rival, Vítor IV, insinuando que a canonização do rei Eduardo, o Confessor, que vinha sendo prorrogada pelo antecessor de Alexandre, Inocêncio II, deveria ser entendida como uma recompensa pelo reconhecimento.
O historiador da arte Hans J. Böker defende que Foliot teria iniciado a construção da Capela do Bispo da Catedral de Hereford. Ele argumenta que o estilo arquitetural da capela (que foi destruída em 1737) era parecido com o das capelas imperiais germânicas e foi deliberadamente escolhido por Foliot para demonstrar sua lealdade ao rei Henrique. Porém, a maior parte das fontes credita Roberto de Hereford, bispo entre 1079 e 1095, como construtor da capela.
Quando Teobaldo morreu, em 1160, a maior parte dos contemporâneos de Foliot acreditava que ele era o principal candidato a assumir o posto de arcebispo de Cantuária. Tradicionalmente, a sé de Cantuária era assumida por um monge, pelo menos desde a substituição de Stingand por Lanfranco em 1070. O capítulo catedrático da Catedral de Cantuária era beneditino e Foliot, um monge cluníaco, um ramo descendente dos beneditinos, o que indica que os monges ali não teriam objeções a Foliot por conta disso. O próprio Foliot negou ter se esforçado para conseguir o cargo, mas João de Salisbury e Thomas Becket aparentemente acreditavam que ele o desejava.

## Bispo de Londres
Becket acabou escolhido pelo rei e Foliot reclamou com ele que Becket seria muito mundano, o único magnata ou bispo a se opor à escolha de Henrique. Quando o recém-nomeado arcebispo foi apresentado à corte antes de sua consagração, Foliot comentou que o rei havia realizado um milagre ao transformar um leigo e cavaleiro num arcebispo. Logo depois da consagração de Becket, o rei escreveu ao papa pedindo permissão para ter Foliot como confessor real, o que pode ter sido apenas uma tentativa de conciliação para apaziguar Foliot pela perda de Cantuária ou, alternativamente, um sinal de que o rei e o novo arcebispo já estavam começando a discutir e o rei desejava ter Foliot como contrapeso à influência de Becket.
Em seguida, Foliot foi nomeado para a Diocese de Londres, para a qual ele foi transladado em 6 de março de 1163. A nomeação foi proposta pelo rei, que escreveu ao papa afirmando que Foliot lhe seria mais acessível como confessor e conselheiro se vivesse em Londres e não em Hereford. Becket escreveu a Foliot pedindo-lhe que aceitasse a translação. A transferência foi confirmada por Alexandre III em 19 de março de 1163 e Foliot foi entronado em Londres em 28 de abril. A confirmação papal era necessária por que a movimentação de um bispo de uma sé para outra ainda era tema polêmico na época. O cronista medieval Ralph de Diceto, que era cônego em Londres, afirma que o capítulo da Catedral de São Paulo, a catedral da diocese, aprovou a escolha de Foliot. Becket não conseguiu comparecer ao entronamento de Foliot e Foliot não professou sua obediência ao arcebispo, argumentando que já teria jurado obediência a Cantuária quando se tornou bispo de Hereford. O tema foi enviado ao papa, que recusou a pressão de ter que responder. Foliot em seguida tentou tornar Londres independente de Cantuária revivendo o antigo plano do papa Gregório Magno de ter um arcebispo em Londres. Foliot propôs ou que Londres fosse elevada à dignidade de arquidiocese juntamente com Cantuária ou que aquela substituísse esta como sé arcebispal da província do sul. Porém, Foliot depois apoiou Becket em sua tentativa de evitar que o arcebispo de Iorque desfilasse sua cruz arcebispal em procissão diante de si numa visita à província de Cantuária.
Em 1166, Foliot recebeu uma petição para anular o casamento de Aubrey de Vere, conde de Oxford (earl), e Agnes de Essex. Na terceira aparição do casal perante o bispo em sua corte episcopal em 9 de maio de 1166, a condessa Agnes apelou ao papa pedindo-lhe que afirmasse a validade do casamento. Foliot anexou o pedido dela em sua própria carta, que ainda existe, destacando os principais aspectos do caso. Enquanto o papa considerava a questão, Foliot repreendeu o conde pela forma com que tratava a esposa, lembrando-o que até que o papa dissesse o contrário, Agnes deveria ser considerada sua esposa na cama e na mesa. Quando Alexandre III escreveu ao bispo sobre os maus tratos dispensados à condessa — e recomendando que ele ameaçasse o conde com a excomunhão — ele também admoestou o bispo pela forma com que o caso foi tratado.

## Conflito de Henrique com Becket
O Henrique II e Becket começaram a discutir em julho de 1163, primeiro sobre assuntos financeiros e, depois, sobre o casamento do irmão mais novo de Henrique com uma herdeira, que Becket proibiu. A verdadeira fagulha do conflito, contudo, foi o tema dos crimes cometidos por membros do clero, que o rei desejava ver julgados em cortes seculares; o arcebispo era contra, argumentando que o clero deveria ser julgado em cortes eclesiásticas, mesmo se o crime não fosse eclesiástico. No Concílio de Westminster, convocado por Henrique em outubro de 1163 para tratar do tema, Foliot primeiro se alinhou aos demais bispos, que apoiavam Becket. Porém, depois que o concílio foi dispensado, Foliot tornou-se o líder dos bispos que trocaram de lado e passaram a apoiar o rei. Em dezembro, Becket capitulou ao rei.
Em janeiro do ano seguinte, o rei convocou um concílio no Palácio de Clarendon. Os bispos foram instados a aprovar as chamadas "Constituições de Clarendon", que propôs restrições aos poderes da Igreja e limites à autoridade papal na Inglaterra; a recusa de Becket piorou a situação ao atrair para conflito Foliot e os demais bispos ingleses. Quando o arcebispo apareceu na corte real com a cruz arcebispal levada diante de si — um deliberado insulto ao rei —, Foliot disse a Becket que "se o rei empunhasse sua espada como agora você empunha a sua, que esperança existe de uma paz entre vocês?" O rei se recusou a receber Becket e as negociações entre os dois lados logo revelaram que Becket havia ordenado que os bispos se recusassem a julgá-lo sob ameaça de suspensão. Ele também ameaçou levar o caso ao papa, duas ações claramente contra as "Constituições". Na confusão que seguiu, com idas e vindas entre os bispos e o rei e entre aqueles e o arcebispo, Foliot recebeu o pedido de seus companheiros de que tentasse persuadir Becket a mudar seu comportamento. Foliot respondeu que o arcebispo "sempre foi um tolo e sempre será".
Depois que os bispos se recusaram a julgar o caso, os barões tentaram fazê-lo, mas Becket se recusou a ouvi-los em sua corte e deixou o conselho sem a permissão do rei. Logo depois, Foliot e Hilário de Chichester foram até Becket e sugeriram uma solução de compromisso, que o arcebispo teimosamente recusou, preferindo se exilar em Flandres, onde chegou em 28 de novembro de 1164. Foliot foi enviado com Rogério, arcebispo de Iorque, Hilário de Chichester, Bartolomeu Iscano, bispo de Exeter, Rogério, bispo de Worcester, Guilherme d'Aubigny, conde de Arundel, e um grupo de secretários reais, até Teodorico, conde de Flandres, Luís VII, rei da França, e Alexandre III. A missão do grupo era evitar que o arcebispo fosse recebido como refugiado, mas, apesar dos esforços, Luís VII concordou em abrigá-lo. A delegação de Foliot teve mais sucesso corte papal; apesar de não conseguirem uma decisão final a favor do rei, o papa também não deu seu apoio a Becket.

## Exílio de Becket

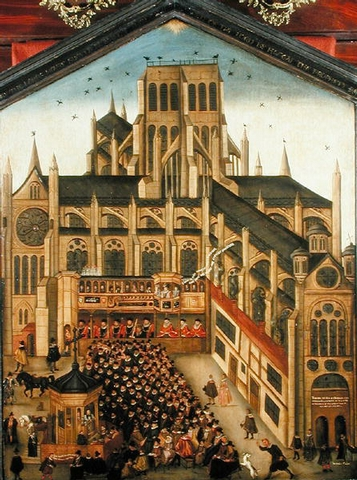
Antiga Catedral de São Paulo, em Londres, sede da diocese de Foliot.
Iluminura do século XVII

Durante o exílio de Becket, Foliot juntou e enviou a Roma o óbolo de São Pedro, o pagamento anual da Inglaterra ao papado. Foliot observou durante o conflito que a disputa não era teológica e nem moral e sim uma discussão sobre o governo da Igreja. Com Becket exilado, o rei confiscou as propriedades do arcebispo e também os benefício dos secretários que o seguiram e Foliot foi nomeado custodiante destes benefícios na Diocese de Cantuária. Becket acusou Foliot e Rogério de Iorque pelos confiscos, mas as evidências indicam que, de fato, eles foram realizados a pedido do rei e que Foliot, pelo menos, era um custodiante confiável que fez questão de garantir que o rei lucrasse pouco da nova receita, destinando a maior parte das receitas para fins religiosos.
No início do verão de 1165, o papa Alexandre III escreveu duas vezes para Foliot, ordenando que ele intercedesse junto ao rei para protestar contra a injunção contra apelos ao papa. Foliot respondeu que o rei respeitava o papa, ouvia seus protestos cuidadosamente e que o arcebispo não havia sido expulso, fugindo por conta própria. Afirmou ainda que o rei havia dito que Becket estava livre para voltar a qualquer momento, mas que teria que enfrentar as acusações feitas em Northampton. Foliot então aconselhou o papa a não impor nenhuma sentença de excomunhão, ser paciente e continuar tentando negociar. Em 1166, Foliot acusou Becket de simonia, baseando-se numa suposta aquisição que Becket teria feito de um cargo de chanceler, embora não haja evidências disto. Nesta época, o rei já havia nomeado Foliot como líder de facto da Igreja da Inglaterra. Os dois se davam bem e foi provavelmente a influência de Foliot que evitou que o rei tomasse uma medida mais violenta contra o arcebispo.
Em 10 de junho, Becket excomungou diversos adversários, alguns pelo nome, e também todos os que se opunham à sua causa. Henrique II respondeu ordenando que os bispos ingleses apelassem ao papa, o que eles fizeram num concílio que Foliot organizou e presidiu em Londres em 24 de junho. A apelação foi escrita por ele e uma segunda carta dos bispos, também escrita por Foliot, foi enviada ao arcebispo. Os bispos basearam seu argumento no fato de os excomungados não terem sido alertados previamente e nem tiveram chance de se defender. Eles lembraram ainda o papa que o rei não havia escalado o conflito e havia se comportado de forma razoável frente às tentativas de aproximação do papa no verão de 1165. Becket respondeu com uma carta escrita a Foliot que revela um profundo ressentimento e está repleta de reprimendas. A resposta de Foliot, numa carta geralmente intitulada "Multiplicem nobis", apresenta sua opinião sobre as habilidades de Becket como arcebispo além das razões pelas quais Becket estava errado. Em seguida, ele segeriu que o arcebispo aceitasse uma solução de compromisso e exercitasse alguma humildade para conseguir seus objetivos. No final de 1166, Foliot conseguiu renunciar à sua posição de custodiante dos benefícios confiscados, algo que já vinha há muito tempo tentando, eliminando assim um dos motivos de conflito entre ele e Becket.
Em novembro do ano seguinte, Foliot, Rogério de Iorque, Hilário de Chichester e Rogério de Worcester foram convocados à Normandia, governada na época por Henrique II, para se encontrar com legados papais e o rei. Depois de algumas discussões, Henrique parece ter concordado que os legados poderiam julgar tanto o caso do rei contra Becket quanto o caso dos bispos. Henrique também ofereceu uma alternativa conciliatória no tema das "Constituições de Clarendon", que os legados aceitaram. Porém, quando eles se encontraram com Becket em 18 de novembro, rapidamente ficou evidente que o arcebispo não aceitaria negociar com o rei e nem aceitar legados como juízes de nenhum caso contra si. Como os legados não tinham mandato para obrigar Becket a aceitá-los como juízes, as negociações terminaram com o rei e os bispos ainda apelando ao papa.
Em 13 de abril de 1169, Becket excomungou Foliot, Hugo Bigod, conde de Norfolk, Joscelino de Bohun e sete outros oficiais da corte real. Novamente, nenhum deles havia sido avisado e contra o pedido do papa de que Becket não proferisse nenhuma sentença deste tipo até que a embaixada de Henrique II tivesse terminado. O arcebispo também alertou diversos outros que, a menos que se desculpassem com ele, haveria mais excomunhões em 29 de maio, festa da Ascensão. Em sua excomunhão, Becket chamou Foliot de "aquele lobo em pele de cordeiro". Embora Foliot tenha tentado angaria a ajuda de seus colegas numa apelação, eles foram pouco solícitos e ele então se preparou para apresentar sua defesa pessoalmente em Roma. Ele chegou na Normandia em junho ou início de julho, onde se encontrou com o rei e onde ficou quando soube que o papa estava tentando novamente assegurar um acordo. No final de agosto ou início de setembro, sérias — e infrutíferas &mash; negociações foram realizadas entre o rei e o arcebispo.
Foliot então seguiu para Roma, mas, em Milão, recebeu notícias de que seu enviado à corte papal havia conseguido que ele fosse absolvido por Routrou, arcebispo de Ruão. Seguindo para lá, Foliot foi absolvido em 5 de abril e reinstalado em sua sé em 18 de maio. O único requisito para sua absolvição foi que Foliot aceitasse uma penitência a ser imposta pelo papa. Grande parte das objeções de Foliot às excomunhões de Becket se baseava na falta de aviso prévio, contrário ao costume estabelecido. Becket e seus aliados notaram que já haviam ocorrido situações na qual havia sido possível excomungar sem avisar antes, mas Foliot alegou que a situação presente em nada se parecia com elas. De acordo com ele, a prática de Becket era "condenar primeiro, julgar depois". O exemplo de Foliot de apelar ao papa foi um passo importante para consolidar um processo de apelação de excomunhões no século XII.

## Morte de Becket e anos finais

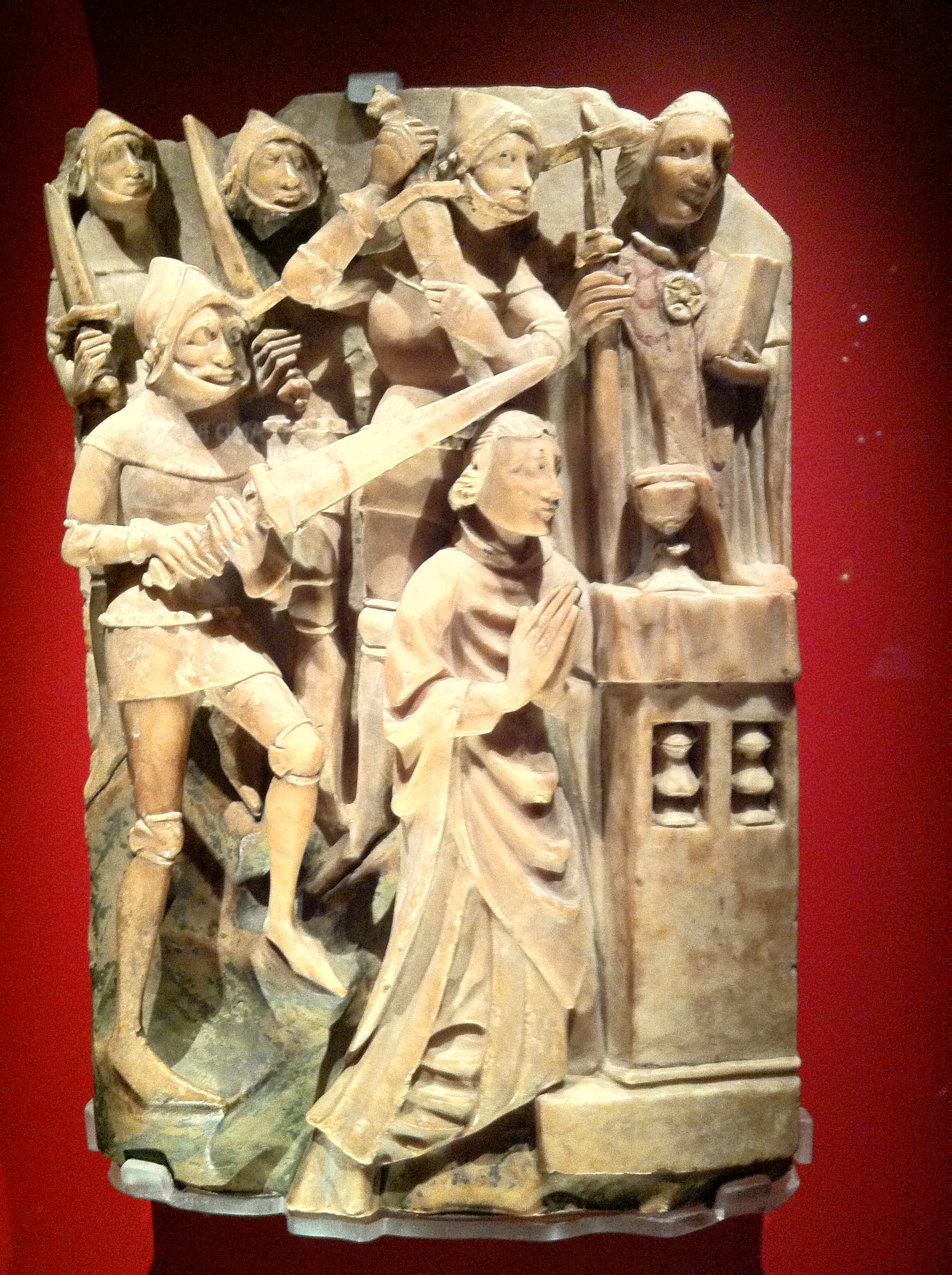
Martírio de Thomas Becket, assassinado por 4 cavaleiros a pedido do rei Henrique II da Inglaterra.
Fragmento preservado no Museu Britânico.

Em 14 de junho de 1170, o filho de Henrique, Henrique, o Jovem Rei, foi coroado pelo arcebispo de Iorque, uma infração ao direito de Becket, como arcebispo de Cantuária, de coroar os monarcas ingleses. Embora não existe evidências definitivas de que Foliot teria apoiado a coroação, é provável que ele o tenha feito. A coroação levou o papa a permitir que Becket emitisse um interdito — um decreto que proíbe quaisquer ritos eclesiásticos — sobre a Inglaterra como punição e a ameaça de um interdito forçou Henrique a negociar com Becket em julho. Os dois chegaram num acordo em 22 de julho de 1170, o que permitiu que o arcebispo finalmente voltasse para a Inglaterra, o que ele fez no início de dezembro. Porém, pouco antes de chegar, Becket excomungou Rogério de Iorque, Joscelino de Salisbúria e Foliot. Uma possível razão pode ter sido que os três estavam escoltando eleitores de vários bispados vagos ao rei, que estava na Normandia, para recompensar alguns secretários reais com as posições. Entre estes estavam alguns dos mais tenazes adversários de Becket durante seu exílio. Embora Becket tenha proposto absolver Joscelino e Foliot, ele argumentou que apenas o papa poderia absolver Rogério, que era também um arcebispo, mas ele acabou persuadindo os outros dois a apelarem ao rei. Quando eles o fizeram, a fúria do rei foi tanta que levou-o a proferia a questão que geralmente lhe é atribuída: "Será que ninguém vai me livrar deste padre turbulento?". A frase teria inspirado quatro cavaleiros a deixarem a corte real na Normandia e viajarem para a Normandi, onde, em 29 de dezembro de 1170, assassinaram Becket.
Depois da morte do arcebispo, suas sentenças de excomunhão foram confirmadas, assim como as suspensões já proferidas. O papa, em sua confirmação, fez referência a Rogério de Iorque, Foliot e Joscelino de Salisbúria como sendo a "Trindade Gilbertina". Foliot foi absolvido em 1 de agosto de 1171, mas a sua suspensão continuou em vigor, o que ele só conseguiu remover em 1 de maio de 1172 depois de comprovar que não estava envolvido na morte de Becket. O rei realizou um ato público de penitência em 12 de julho de 1174 em Cantuária, confessando publicamente seus pecados e permitindo que cada um dos bispos presentes, incluindo Foliot, lhe desferisse cinco golpes de vara e cada um dos oitenta monges da Catedral de Cantuária, outros três. O rei então ofereceu presentes ao santuário de Becket e passou uma noite em vigília no túmulo do arcebispo.
Foliot e Becket aparentemente tinham uma boa relação até 1163, mas ela azedou depois desta data. Becket acusou Foliot em 1167 com: "...seu objetivo parece ter sido sempre a queda da Igreja e a minha". Depois que o papa absolveu a excomunhão de Foliot no início de 1170, Becket exclamou para um cardeal: "Satã está solto para a destruição da Igreja". Um biógrafo moderno de Becket, o historiador Frank Barlow, acredita que uma razão para a mudança no comportamento de Becket depois de sua eleição foi sua necessidade de "ser melhor que os demais bispos" e evitar que Foliot fizesse novas zombarias de suas faltas como clérigo.
Foliot foi principalmente uma força moderadora na discussão entre o rei e o arcebispo, pedindo sempre comedimento a Becket e desacelerando as tentativas do rei de impor as "Constituições de Clarendon" de forma mais rigorosa. A retórica de Foliot contra o arcebispo foi sempre muito focada e efetiva. Ele também inventou um novo tipo de petição, chamada "ad cautelam", um apelo ao papa contra quaisquer futuras ações de um arcebispo, uma tática que, apesar de ridicularizada por seus adversários, não foi disputada pelo papa.
Durante seu mandato como bispo, Foliot serviu muitos anos como juíz-delegado papal, especialmente em seus anos finais. Esteve ativo em ambas as suas dioceses apoiando seus capítulos catedráticos e outras casas religiosas em suas jurisdições. Manteve-se constantemente em contato com seus arcediagos e deões a respeito da administração das dioceses. Foliot também reuniu à volta de si um grupo de clérigos que compilaram uma coleção de decretais conhecida como "Coleção Belvoir", que relata principalmente as atividades de Foliot em Londres, composto provavelmente antes de 1175.

## Morte e legado
Foliot morreu em 18 de fevereiro de 1187. O cronista medieval Walter Map o elogiou como "um homem de grande habilidade em três línguas, latim, francês e inglês e eloquente e clara em cada uma delas". O historiador moderno Frank Barlow afirma que "É provavelmente por ser tão santimonial que se pode sugerir que seu comportamento era às vezes desonesto". Foliot ficou cego em algum momento da década de 1180, mas continuou a trabalhar mesmo assim em suas obras bíblicas.
Ele enviou seu sobrinho, Ricardo Foliot, e outro secretário particular para Bolonha para estudar direito na década de 1160, um exemplo da crescente ênfase no direito romano entre seus conterrâneos. Outro sobrinho, Ralph Foliot, arcediago de Hereford, foi juiz real no reinado de Ricardo I. Durante seus dois mandatos como bispo, Foliot trabalhou muito para promover seus parentes e todos os arcediagos que nomeou enquanto estava Londres eram sobrinhos ou parentes. Outro empregado seu em Hereford era o acadêmico Rogério de Hereford, que dedicou seu "computus" — um tratado sobre o cálculo da data da Páscoa — a Foliot. Outra obra, "Ysagoge in Theologiam", foi dedicada a ele por um escritor chamado Odo enquanto Foliot ainda era um prior na França.

## Obras

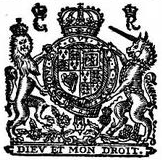
Ornamento da página 2 da "Expositio in Canticum Canticorum" de Foliot na versão de 1638 de Patrick Young

Foliot era um conhecido escritor de cartas e muitas delas foram depois colecionadas num livro. O principal manuscrito deste livro, preservado na Biblioteca Bodleiana, supostamente teria se originado do próprio scriptorium de Foliot. Entre 250 e 300 exemplos de cartas de Foliot sobreviveram que, juntamente com suas escrituras, totalizam quase 500 itens. A coleção foi editada numa edição moderna por Adrian Morey e Christopher N. L. Brooke e publicada pela Cambridge University Press em 1967 com o título "The Letters and Charters of Gilbert Foliot" ("As Cartas e Escrituras de Gilberto Foliot"). Algumas cartas já tinham aparecido nos volumes de cinco a oito de "Materials for the History of Thomas Becket" ("Materiais para a História de Thomas Becket"), da Rolls Series, publicada entre 1875 e 1885. Edições mais antigas apareceram na série "Patres ecclesiae Anglicanae" da década de 1840 e na Patrologia Latina, de Migne, a partir de 1854. As cartas cobrem a maior parte da vida pública de Foliot e são uma das principais fontes da história do período. O historiador David Knowles afirmou, sobre a coleção, que "dada a riqueza de detalhes pessoal e locais, é de grande valor para o historiador eclesiástico". De acordo com Knowles, as cartas de Foliot revelam um bispo e um líder eclesiástico ativo que apoiava as reformas gregorianas, mas que não se metia na política além do que interessava à Igreja.
Foliot também escreveu diversos sermões e comentários sobre a Bíblia. Destes, apenas os sobre o "Cântico dos Cânticos" e o "Pai Nosso" ainda existem. O primeiro foi publicado pela primeira vez em 1638 por Patrick Young e novamente na Patrologia Latina (vol. 202). Depois, foi publicado mais três vezes, a última em meados do século XX. O segundo foi publicado pela primeira vez por David bell em 1989. Por volta de 60 de seus acta (decisões) como bispo de Hereford ainda existem e, de sua época em Londres, mais cerca de 150. Um contemporâneo, Pedro, prior de Priorado da Santíssima Trindade em Aldgate, Londres, ouviu Foliot pregando um sermão num sínodo e o elogiou como sendo "adornado com flores de palavras e sentenças e apoiado por copiosa rede de autoridades. Ele corria para frente e para trás em seu caminho do início de volta ao mesmo ponto inicial". Este sermão inspirou Pedro de tal forma que ele escreveu uma obra intitulada "Pantheologus", que lidava com o método "distinctio" de exegese, que se desenvolvia nesta época. Todas as obras teológicas sobreviventes de Foliot são exegéticas e podem incluir os nove sermões sobre São Paulo e São Pedro dedicados a Elredo de Rievaulx, que foram dedicados a um "Gilberto, bispo de Londres", que pode ser tanto Foliot quanto um bispo mais antigo, Gilberto Universalis. Porém, o historiador Richard Sharpe acredita que o fato de os sermões estarem pareados com um grupo de sermões de Elredo dedicados a Foliot faz com que a atribuição a Foliot seja um pouco mais provável. Estes sermões sobreviveram num manuscrito, preservado na Biblioteca Britânica (Royal 2 D.xxxii), mas ainda não foram publicados. Um outro conjunto de sermões dedicados a Haimo, abade da Abadia de Bordesley, não sobreviveram e são conhecidos apenas pela carta dedicatória.
O antiquário John Bale, na década de 1550, listou seis obras de Foliot que lhe eram familiares, cinco das quais, cartas. A sexta era o comentário ao "Cântico dos Cânticos". Patrick Young também atribui "Lundinensis Ecclesiae" a Foliot. O estudioso John Pits apresentou uma lista idêntica em 1619, acrescentando uma única obra, "Vitas aliquot sanctorum Angliae, Librum unun", mas ela não aparece em nenhum catálogo de livros medieval e não sobreviveu com este nome, portanto é pouco claro se Foliot escreveu ou não o texto. O antiquário Thomas Tanner, escrevendo no início do século XVIII, listou Foliot como autor de sete obras citadas por Bale e Pits, acrescentando uma oitava, o "Tractatus Gilberti, episcopi London: Super Istud "Sunt diuae olivae", citando John Leland, o antiquário do século XVI, como sua fonte. Aparentemente trata-se da coleção de nove sermões ainda não publicada preservada na Biblioteca Britânica. Leland também lista outra de Foliot, "Omeliae Gileberti, episcopi Herefordensis", que ele afirma estar na Abadia de Forde. A obra, perdida desde então, pode ser a coleção de sermões listada acima ou uma conhecida coleção de homilias também perdida. É possível ainda que outro Gilberto seja o autor.